# Ascensore Bailong

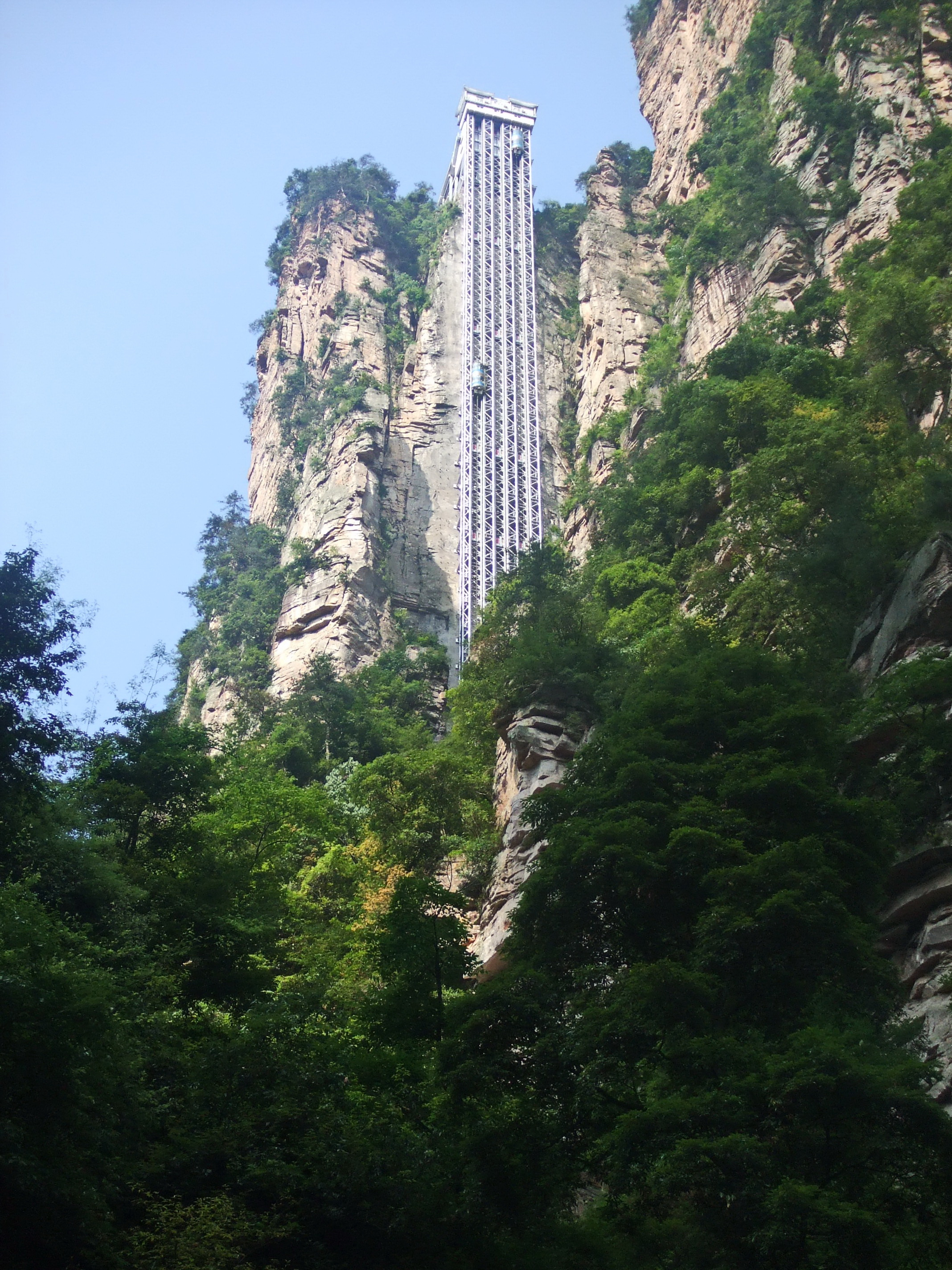
L'ascensore Bailong nel 2009

L'Ascensore Bailong (cinese: 百龙电梯), in italiano: Ascensore dei cento draghi, è un ascensore in vetro costruito su un precipizio a Wulingyuan, nell'area dello Zhangjiajie in Cina. L'ascensore sale per 326 metri. Si ritiene sia il più alto e il più pesante ascensore all'aperto del mondo. La sua costruzione è iniziata nel 1999 ed è stata completata nel 2002. Gli effetti ambientali dell'ascensore sono stati oggetto di dibattiti e controversie poiché l'area in cui è stato costruito (Wulingyuan) è stata definita Patrimonio dell'umanità nel 2002. L'ascensore è andato in disuso per un periodo di 10 mesi nel 2002–2003, per via di problematiche legate alla sicurezza.
Il 15 luglio 2015, il Bailong è stato ufficialmente riconosciuto dal Guinness World Records, come l'ascensore esterno più alto del mondo.
Si trova in un parco nazionale, nonché patrimonio UNESCO.